# Emetofobia
Emetofobia (gr. emetikós 'stosujący środki wymiotne') – lęk przed wymiotowaniem lub przebywaniem w pobliżu osób wymiotujących. W niektórych  przypadkach u osób cierpiących na tę fobię dochodzi do zaniku życia towarzyskiego i nie pojawiania się w publicznych miejscach (ze strachu, że ktoś mógłby niedaleko nich zwymiotować), a także mogą występować zaburzenia w jedzeniu – chorzy mogą bać się, że po zjedzeniu czegoś mogą zwymiotować; dlatego mogą być mylnie diagnozowani jako chorzy na anoreksję. Osoby z emetofobią mogą zadawać sobie wiele trudu, aby nie zwymiotować lub nie zobaczyć innych wymiotujących osób.